# Bunny et le Haricot magique
Pour plus de détails, voir Fiche technique et Distribution.
Bunny et le Haricot magique (Beanstalk Bunny) est un court métrage d'animation de la série américaine Merrie Melodies, réalisé par Chuck Jones et sorti le 12 février 1955, qui met en scène Bugs Bunny, Daffy Duck et le géant Elmer Fudd.

## Fiche technique
- Gérard Surugue : Bugs Bunny
- Patrick Guillemin : Daffy Duck
- Patrice Dozier : Elmer Fudd
- Bernard Métraux : Annonceur